# Relicario de la Flor de Lis
El Relicario de la Flor de Lis fue una pieza de orfebrería conocida por su valor artístico, material y religioso, en posesión de los duques de Borgoña y después por los reyes de España.

## Historia
El origen del relicario no está establecido históricamente. Gil González Dávila en su Teatro de las grandezas de la villa de Madrid recoge una historia del relicario, que fue seguida por Jerónimo de Quintana. en su Historia de su antigüedad, nobleza y grandeza de la villa de Madrid. Según estos autores, el relicario perteneció a los duques de Borgoña y tras el matrimonio de María de Borgoña con el emperador Maximiliano I de Austria, pasó a formar parte de las posesiones de esta última. Maximiliano I empeñó el relicario como prenda de un préstamo otorgado por Enrique VIII de Inglaterra. En 1530 volvió a la posesión de la casa de Austria, al ser dado por Francisco I de Francia como rescate tras su captura por el emperador Carlos I.
El relicario desapareció como consecuencia del incendio del Real Alcázar de Madrid en la Nochebuena de 1734. Los monjes del vecino convento de San Gil intentaron, sin éxito, salvar el relicario que se encontraba alojado en la sacristía-relicario del Alcázar, bajo la capilla. No pudieron lograrlo por estar cerradas las rejas que daban acceso al relicario y no contar con las llaves.

La última noticia sobre el relicario la dio Félix de Salabert, marqués de la Torrecilla, y se produjo el miércoles 29 de diciembre de 1734, durante los trabajos de desescombro del Real Alcázar:
se sacó entero, en una cajita, la preciosa reliquia del Lignum Crucis, el clavo (el cual pidieron) los peones se les diese á adorar ó que no trabajarían, lo que se les concedió.

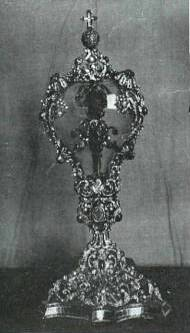
Clavo de Cristo, que había pertenecido al Relicario de la Flor de Lis, en el relicario en el que se conservaba en 1924 y que había sido encargo de Isabel II al joyero real Carlos Pizzala.

El contenido del relicario, salvado del incendio, se custodia en el relicario de la Capilla del Palacio Real de Madrid.

## Descripción
La custodia tenía forma de flor de lis, estaba hecho de oro y se encontraba guarnecido de perlas, diamantes, esmeraldas y otras piedras preciosas.
La custodia contenía distintas reliquias de importancia entre las que se contaba un lignum crucis, un clavo de la cruz así como otras reliquias.

### Individuales
1. ↑  Domínguez Ortiz, Antonio (1982). «Introducción al testamento de Carlos II». Testamento de Carlos II. Madrid: Ministerio de Educación. p. LIII. ISBN 84-276-0610-9. Consultado el 4 de enero de 2022.
2. ↑  Bottineau, Yves (1956). «L'Alcázar de Madrid et l'inventaire de 1686. Aspects de la cour d'Espagne au XVIIe siècle.». Bulletin hispanique 58 (4): 422. doi:10.3406/hispa.1956.3501. Consultado el 4 de enero de 2022.
3. ↑  Citado enCastaño Perea, 2007, pp. 396-397
4. ↑  Checa Cremades, Fernando (2010). Inventories of Charles V and the imperial family. Fernando Villaverde. ISBN 978-84-937083-1-3. Consultado el 21 de diciembre de 2022.
5. ↑  Bottineau, Yves (1986). El arte cortesano en la España de Felipe V (1700-1746). Fundación Universitaria Española. ISBN 978-84-7392-272-2. Consultado el 21 de diciembre de 2022.
6. ↑  Transcrito en Díaz Pascual, Clara (16 de febrero de 2016). «El Alcázar de Madrid • Arte y Fuego». Diario de a bordo. Consultado el 4 de enero de 2022.
7. ↑  Mullé de la Cerda, Gerardo (22 de marzo de 1891). «Santo Clavo y Lignum Crucis que se custodian en el relicario del Real Palacio de Madrid.». La Ilustración Española y Americana (11). pp. 171-175.